# Seseli taquetii
Seseli taquetii är en flockblommig växtart som beskrevs av H.Wolff. Seseli taquetii ingår i släktet säfferötter, och familjen flockblommiga växter. Inga underarter finns listade i Catalogue of Life.